# Ferocactus glaucescens
Cactus tonneau
Espèce
Ferocactus glaucescens, le Cactus tonneau, est une espèce de plantes à fleurs de la famille des Cactacées, indigène des collines calcaires de l'État de l'Hidalgo et endémique du Mexique.

## Description

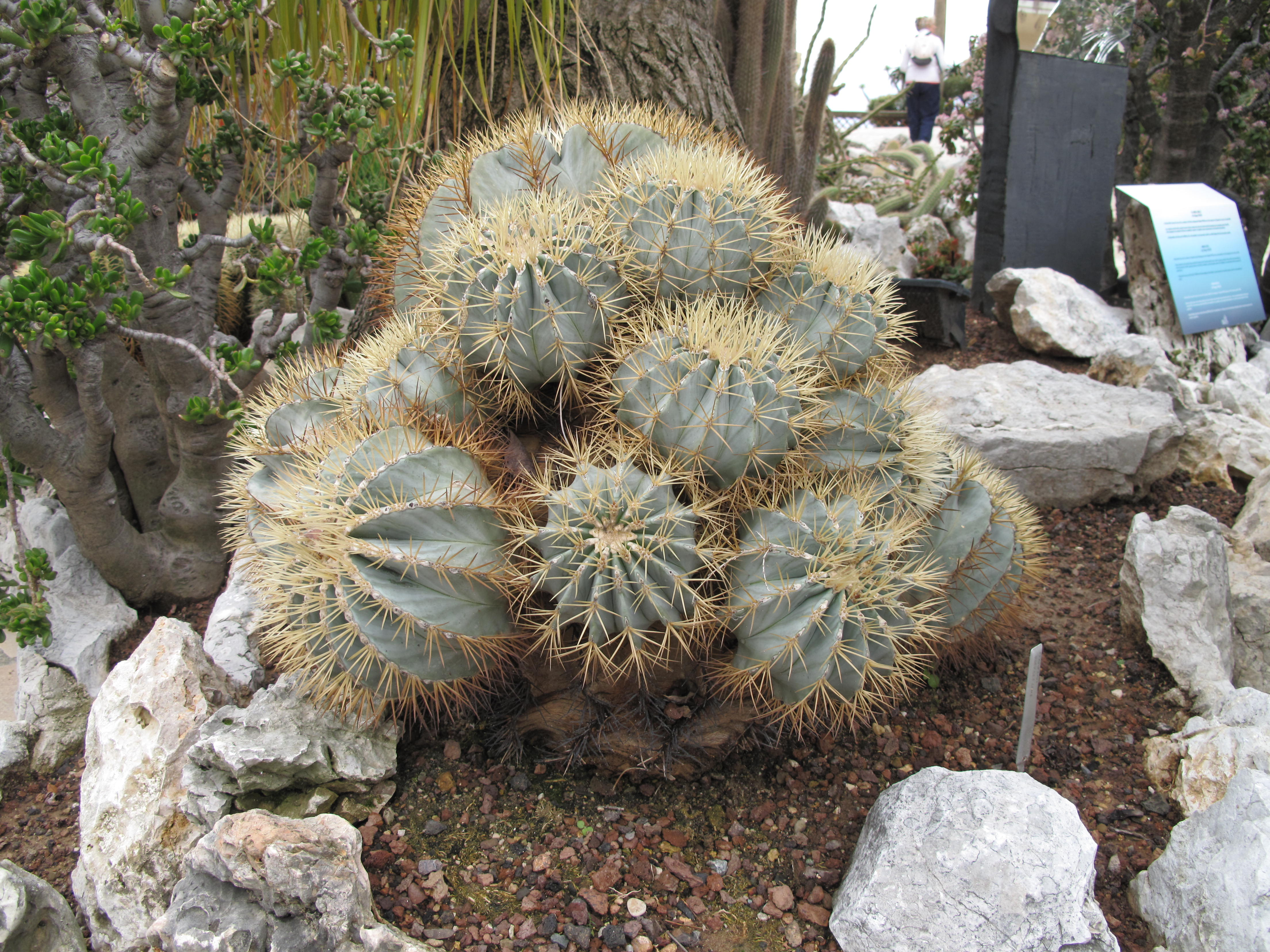
Colonie de Ferocactus glaucescens dans un jardin botanique

Ferocactus glaucescens est un cactus globuleux, sphérique ou cylindrique, qui peut atteindre 40 cm de haut et 20 cm de diamètre. De couleur vert glauque, il présente quinze côtes avec des aréoles dotées de six épines striées jaunes de 4 cm. Ses fleurs sont jaunes et apparaissent à la fin du printemps ou en été. Les fruits, ovales et longs d'environ 5 cm, laissent échapper les graines par un orifice situé à leur base.

## Habitat
L'aire de répartition naturelle de cette espèce est le nord-est du Mexique (jusqu'à Veracruz), sur des sols bien drainés et caillouteux. C'est un sous-arbrisseau succulent qui pousse principalement dans le biome du désert ou des arbustes secs. Il peut être solitaire ou se développer en colonie.
En culture dans les régions tempérées, ce cactus doit être cultivé sous serre. Il a remporté le Award of Garden Merit de la Royal Horticultural Society,.

## Taxonomie
Synonymes :
- Bisnaga glaucescens ;
- Echinocactus glaucescens ;
- Echinocactus pfeifferi ;
- Ferocactus pfeifferi.

Il existe une forme inerme, Ferocactus glaucescens forma nuda (ou inermis).